# MY EYES OPEN VVIDE
『MY EYES OPEN VVIDE』（マイ・アイズ・オープン・ワイド）は、2025年5月12日にリリースされた韓国のガールズグループMEOVVの初のEPである。

## 概要
2025年4月28日、先行公開曲としてシングル『HANDS UP』を発売し、ミュージック・ビデオを公開した。
5月8日、『HANDS UP』が、 Mnetの音楽番組「M COUNTDOWN」5月第2週のチャートで1位を獲得した。これはグループ初の音楽番組での1位獲得となった。
5月12日、EPをリリースし、DROP TOPのミュージックビデオを公開。同日には、ソウル麻浦区上岩洞SBSプリズムタワーで、発売記念ショーケースを開催した。
5月15日、『HANDS UP』がMnetの音楽番組「M COUNTDOWN」5月第3週のチャートで1位を獲得し、2週連続の1位となった。

## 収録曲
クレジットはMelOnに基づく。
1. HANDS UP [3:12]
作詞：TEDDY、Vince、24
作曲：TEDDY、24
編曲：24、Dominsuk
  - EPの先行公開曲として4月28日にリリースされ、同日にミュージックビデオも公開された。
  - ブラジリアン・ファンクジャンルの楽曲[8]。
  - 仏教をコンセプトとしており、ミュージック・ビデオや歌詞には千手観音やサマーディといった仏教モチーフが見られる[9][10]。
2. DROP TOP [3:15]
作詞：TEDDY、GAWON、Vince、KUSH、24
作曲：TEDDY、KUSH、Zikai、Claudia Valentina、Bekuh BOOM
編曲：IDO、24、KUSH
  - EPの表題曲。
  - メンバーのGAWONが作詞に参加している
3. MEOW [2:52]
作詞：Claudia Valentina、TEDDY、Zikai、Billy Walsh、Vince
作曲：24、JUMPA、Claudia Valentina、Zikai
編曲：24、JUMPA
  - 2024年9月6日にシングルとしてリリースされた。MEOVVのデビュー曲。
4. BODY [2:03]
作詞：TEDDY、Tommy Brown、Marqueze Parker、Theron Thomas、Steven Franks、Aliyah Scott、Amanda Ratchford、Kevin Howard、24
作曲：Tommy Brown、Marqueze Parker、Theron Thomas、Steven Franks、Aliyah Scott、Amanda Ratchford、Kevin Howard、TEDDY、24
編曲：Tommy 'TB Hits' Brown、Leather Jackettt、24
  - 2024年11月18日にシングルとしてリリースされた。
5. TOXIC [3:10]
作詞：Billy Walsh、Zikai、GAWON、NARIN、Claudia Valentina
作曲：24、KUSH、TEDDY、Zikai
編曲：24
  - 2024年11月18日にシングルとしてリリースされた。
6. LIT RIGHT NOW [2:34]
作詞：TEDDY、GAWON、NARIN、Vince、24、Travis Garland、Malachiii、Billy Walsh
作曲：Travis Garland、Malachiii、Billy Walsh、Rahul、Jhune、Dirty Dave、TEDDY
編曲：Jhune、Dirty Dave、24、Noho
  - コンテンポラリー・R&Bジャンルの楽曲[11]。
  - メンバーのGAWON、NARINが作詞に参加している。